# Olna Firth

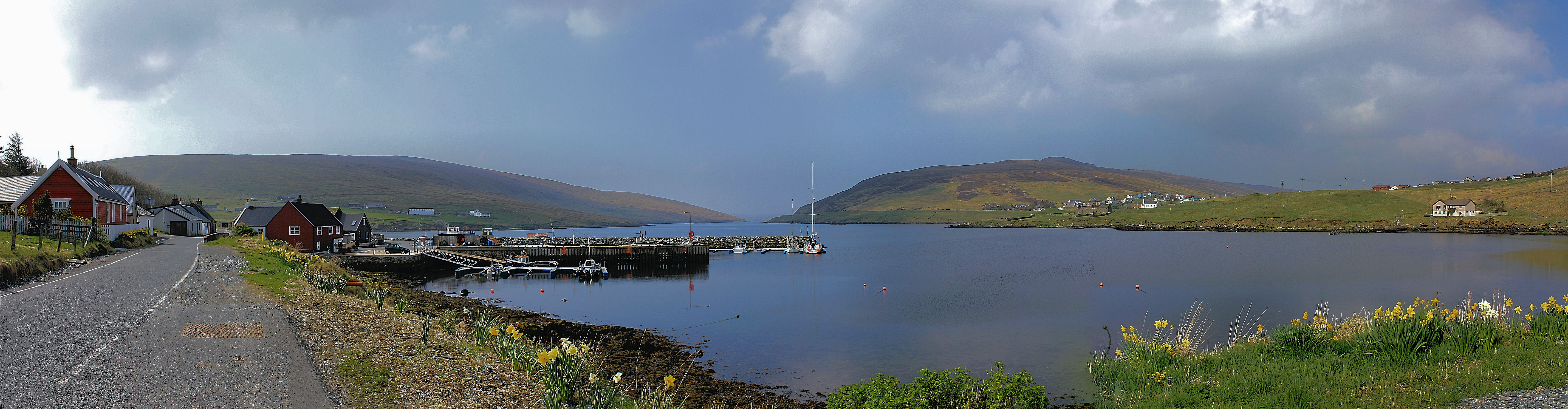
Der Olna Firth, gesehen vom Ende

Der Olna Firth ist eine Bucht des Nordatlantiks, die im Nordwesten der zu Schottland zählenden Shetlands liegt.

## Geographie
Der Olna Firth erstreckt sich in östlicher Richtung von den Inseln Linga und Muckle Roe, an seinem oberen Ende liegt die Ortschaft Voe. Die Stadt Brae liegt etwa fünf Kilometer im Norden.

## Historisches
Im Rahmen der historischen Gliederung Schottlands in Civil Parishes zählt der Olna Firth zu Delting.